# هال جوردان
هال جوردان (بالإنجليزية: Hal Jordan)‏ المعروف أيضاً باسم الفانوس الأخضر، هو بطل خارق خيالي يظهر في الكتب المصورة الأمريكية التي تنشر من قبل دي سي كومكس. تم إنشاؤه في عام 1959 من قبل الكاتب جون بروم والفنان جيل كين، وظهر للمرة الأولى في شوكيس #22 (تشرين الأول / أكتوبر 1959). هال جوردان هو تجديد للفانوس الأخضر السابق الذي ظهر في 1940s كشخصية آلان سكوت.
هال جوردان طيار مقاتل، وعضو وأحياناً زعيم لشرطة المجرات المسماة فيلق الفانوس الأخضر، وكذلك عضو مؤسس لفرقة العدالة، فريق دي سي الرائد للأبطال الخارقين، جنباً إلى جنب مع الأبطال المعروفين مثل باتمان وسوبرمان والمرأة المعجزة. يحارب الشر في جميع أنحاء الكون مع الخاتم الذي يمنحه مجموعة متنوعة من القوى العظمى، ولكن عادة ما يصور على أنه واحد من حماة القطاع 2814، وهو قطاع الأرض حيث يقيم. صلاحياته مستمدة من خاتم الطاقة و بطارية الفانوس الأخضر، التي تكون في يد شخص قادر على التغلب على خوف عظيم تسمح للمستخدمين بالعبور بهم إلى قوة الإرادة في صنع كل شيء بطريقة بنايات رائعة. هال يستخدم هذه السلطة في الطيران، حتى من خلال فراغ الفضاء؛ ولخلق الدروع وسيوف الليزر؛ ولبناء زي الفانوس الأخضر الذي يحمي هويته السرية في الحياة المدنية على الأرض. هال وسائر الفوانيس الخضراء جندوا ومراقبين من السلطة الغامضة حراس الكون، الذين كانوا فكرة المحرر يوليوس شوارتز وبروم كان أصلاً قبل سنوات في قصة تضم الكابتن كوميت في سترينج أدفنشرز #22 (تموز / يوليه 1952) بعنوان «حراس الكون البرتقال».
خلال التسعينيات، ظهر هال جوردان أيضاً باعتباره الشرير. في خط قصة الشفق الزمردي شوهد هال جوردان مصدوماً من قبل الشرير مونغول الذي قام بتدمير مسقط رأسه ساحل المدينة، معتمداً اسم بارالاكس وهدد بتدمير الكون. في السنوات اللاحقة، قامت دي سي كوميكس بإعادة تأهيل الشخصية، أولاً من خلال جعل هال يسعى للخلاص من تصرفاته كبارالاكس، ثم تم الكشف لاحقاً بأن بارالاكس كان في الواقع كيانًا شريرًا كونيًا أفسد هال وسيطر على أفعاله. وبين الفترة التي قضتها الشخصية كبارالاكس وبين عودته إلى دي سي كوميكس كالفانوس الأخضر البطل مرة أخرى، خدمت الشخصية لفترة قصيرة باسم ذا سبيكتر، وهو شخصية خارقة للطبيعة في قصص دي سي كوميكس التي تعمل كوكيل للإله الغاضب على الأرض.
خارج الكوميكس، ظهر هال جوردان في عدة مشاريع في الرسوم المتحركة وألعاب الفيديو وعمل فيلم حي. أعتمد التصميم الأصلي لجوردان في الكوميكس على أساس الممثل بول نيومان، والشخصية في المرتبة 7 على IGN في تصنيف أفضل 100 بطل في الكتب الهزلية لعام 2011. في عام 2013، هال جوردان احتل المرتبة 4 على IGN أفضل 25 بطل في دي سي كوميكس.

## تاريخ النشر

### التجديد للعصر الفضي
بعد تحقيق النجاح الكبير في عام 1956 في إحياء شخصية العصر الذهبي البرق، تطلع المحرر يوليوس شوارتز نحو إعادة الفانوس الأخضر من العصر الذهبي للكتب المصورة. رسم من حبه للخيال العلمي،  عمد شوارتز إلى إظهار الفانوس الأخضر الجديد في ضوء أكثر حداثة، وتجنيد الكاتب جون بروم والفنان جيل كين، الذي قام في عام 1959 بإعادة تقديم الفانوس الأخضر إلى العالم في شوكيس #22 (تشرين الأول / أكتوبر 1959) من خلال إنشاء هال جوردان.
شخصية كانت ناجحة، وسرعان ما قرروا متابعة-أعداد شوكيس مع ذات عنوان السلسلة. بدأ الفانوس الأخضر #1 في تموز / يوليو–آب / أغسطس 1960 وأستمر حتى #84 في نيسان / أبريل–أيار / مايو 1972.
بدءاً من قضية #17, أنضم الكتاب غاردنر فوكس للمشاركة في كتابة المهام مع جون بروم. اللجنة الرباعية من شوارتز، بروم، فوكس، وكين أستمرت كفريق الإبداع الأساسي حتى عام 1970.

### اونيل/آدامز والواعي-الأجتماعي الفانوس الأخضر/السهم الأخضر
بدءاً من قضية #76, تولى دينيس أونيل النص ونيل آدمز، الذي رسم غلاف العدد رقم 63، أصبح رسام السلسلة. كان أونيل وأدامز قد بدآ بالفعل في الإعداد للمجرى الكلاسيكي في شكل إعادة عملهم لبطل خارق آخر في دي سي، وهو النبال السهم الأخضر.
في مقدمة إعادة الطبع 1983 لمقطع أونيل/آدمز هذا، يتساءل أونيل عما إذا كان يستطيع تمثيل معتقداته السياسية الخاصة في القصص المصورة ويتناول القضايا الأجتماعية في أواخر الستينيات وأوائل السبعينيات. أبتكر أونيل فكرة تصوير هال جوردان، وهو ضابط ينفذ القانون بين المجرات، كشخصية ليبرالية متدرجة للمؤسسة ضد أوليفر كوين، (السهم الأخضر)، الذي كان أونيل قد وصفه بأنه فوضوي مفعم بالحيوية، حركة مضادة للثقافة. تمت كتابة أول هذه القصص الفانوس الأخضر/السهم الأخضر ذات الدوافع الأجتماعية من قبل غيل كين الذي تم أختياره ليكون الرسام، لكن تم الأستغناء عن كين وحل محله نيل آدامز. تتناول القصص مسائل القوة، والعنصرية، والتمييز الجنسي، والأستغلال، وظلت معروضة في مجتمع القصص المصورة كقصص الأبطال الخارقين الاجتماعية الأولى.
على الرغم من أعمال آدمز وأونيل، كانت مبيعات الفانوس الأخضر في انخفاض كبير في الوقت الذي تم فيه إحضار السهم الأخضر كمشارك في البطولة، وفشلت قصصهم في إحياء أرقام المبيعات. ألغي السهم الأخضر مع العدد #89 (نيسان / أبريل-أيار/مايو 1972), ونشرت قصة من سلسلة الفانوس الأخضر/السهم الأخضر كسمة أحتياطية في البرق #217 خلال #219. في تناقض حاد مع الحكايات ذات الصلة الأجتماعية التي سبقت ذلك، ركزت هذه القصة على المواضيع العاطفية، مع السهم الأخضر يكافح للتعامل مع ذنب قتله للرجل. استمر ظهور الفانوس الأخضر في قصص النسخ الأحتياطية للبرق من عام 1972 إلى أن أستأنف عنوان الفانوس الأخضر في عام 1976.

### عقد 1980 المنفى
في الفانوس الأخضر #151 (نيسان / أبريل 1982) من خلال #172 (كانون الثاني / يناير 1984)، تم نفي هال إلى الفضاء لمدة عام من قبل الحراس من أجل إثبات ولائه لفيلق الفانوس الأخضر، بعد أتهامه بإيلاء الكثير من الأنتباه إلى الأرض عندما كان لديه «قطاع» كامل من الكون للقيام بدورياته. عندما يعود إلى الأرض، يجد نفسه متورطاً في نزاع مع كارول فيريس. أمام خيار بين الحب وحلقة السلطة، يستقيل هال من الفيلق. وينادي الحرس النسخة الأحتياطية لهال جوردان، جون ستيوارت، للقيام بواجباته العادية كبديل له.
في عام 1985، في قصة «أزمة في الأراضي اللانهائية» تمهيد لكثير من أستمرارية شخصية دي سي كوميكس، يظهر هال مرة أخرى في عباءة الفانوس الأخضر. الفيلق الجديد، الذي يضم سبعة أعضاء يقيمون على الأرض، والعديد من الفضائيين، جون ستيوارت، وغاي غاردنر. يصبح هال على علاقة عاطفية مع فانوس فضائية أسمها أريسيا، والتي تتعرض لنيرانه بسبب كون أريسيا مجرد مراهقة. الفوانيس الفضائية تأخذ يد أكثر مباشرة في الشؤون الإنسانية، وهي حقيقة لا تقدرها الحكومات الإنسانية. في نهاية المطاف، تتفكك فرق الأرض، ويعود العديد من الأعضاء إلى قطاعاتهم في موطنهم. وسرعان ما يعود الحراس إلى هذا البعد، ويعمل هال معهم لإعادة بناء الفيلق الممزق.

### عقد 1990
خلال هذا الوقت، يتم إعادة سرد قصة أصل الشخصية وتوسيعها في سلسلتين محدودتين من قبل كيث جيفن، جيرارد جونز، جيمس أوسلي، الفجر الزمردي والفجر الزمردي  الثاني. وسّعت السلسلة الأولى دوره الأصلي في الفيلق، وقدمت المزيد من التفاصيل عن طفولته وعلاقته بأبيه وأشقائه، في حين أن التتمة أوجزت دور هال جوردفي سقوط سينيسترو.
في عام 1992 شكل بريستيج رواية مصورة الفانوس الأخضر: حكاية غانثيت يلتقي هال جوردان لأول مرة مع غانثيت أحد حراس الكون. يسأل هال للمساعدة في معركة غانثيت الحارس المرتد الذي حاول أستخدام آلة الزمن لتغيير التاريخ.

#### وفاة سوبرمان، وتدمير المدينة الساحلية، والتحول إلى بارالاكس
في عام 1993 في قصة وفاة سوبرمان!, يقوم الطاغية الفضائي منغول وقواته بتدمير المدينة الساحلية (مسقط رأس هال جوردان) ويقتل كل السبعة ملايين نسمة في حين كان هال خارج العالم. يغضب، ويطير إلى محرك المدينة ويهاجم منغول، في نهاية المطاف يطرحه بمساعدة مطرقة ستيل. وهذا يؤدي إلى قصة الشفق الزمردي، الذي يرى فيها هال يستخدم خاتم الطاقة لإعادة إنشاء المدينة الساحلية كأداة للتغلب على حزنه، والتحدث إلى نسخة من صديقته القديمة ووالداها. بعد أنتهاء صلاحية خاتمه، يظهر إسقاط من حارس كوني ويحثه على أستخدام الخاتم لتحقيق مكاسب شخصية وأستدعائه لـوا (موطن الحراس وفيلق الفانوس الأخضر) لأتخاذ إجراءات تأديبية. في غضب بما يراه قرار جاحد وقاسي، يمتص هال الطاقة من إسقاط الحارس ويصبح مجنون ويهجم على وا للإستيلاء على الطاقة الكاملة من بطارية الطاقة المركزية (مصدر طاقة جميع الفوانيس الخضراء)، يهزم ويصيب العديد من أعضاء فيلق الفانوس الأخضر بإصابات خطيرة، ويأخذ خواتمهم ويتركهم للموت في الفضاء. يصل إلى وا ويقتل كيلوغ، وسينستيرو، وجميع الحراس بأستثناء غانثيت الذي كان محميًا من قبل الحراس الآخرين ونجا من دون علم هال. ثم يتخلى عن حياته كفانوس أخضر، ويعتمد أسم بارالاكس بعد أن يستوعب الطاقة الكبيرة للبطارية.
غانثيت يعين كايل راينر عندما يستحوذ راينر على خاتم الطاقة الأخير، الذي تم إنشاؤه من بقايا خاتم هال المدمر. كان لدى غاي غاردنر رؤى بتدمير الفانوس الأخضر وطاقة خاتم الطاقة الصفراء (التي تعمل بواسطة طاقة المصابيح الخضراء المتبقية) تبدأ في التذبذب. بعد فترة وجيزة، يذهب غاي إلى وا للتحقيق، وجلب المريخي الصياد، داركستار (فيرين كولوس), راي، المرأة المعجزة، كابتن آتوم، آلان سكوت وأريسيا معه. يستخدم هال عنصر المفاجأة، يهجم عليهم، ويهزمهم بسهولة، تاركاً غاي في غيبوبة. بعد المعركة، يرسلهم هال جميعهم إلى الأرض ليحذرهم من تركها وحدها في المستقبل. لم يمض وقت طويل بعد ذلك، ويحاول بارالاكس إعادة كتابة التاريخ لإعجابه الخاص بمساعدة إكستانت في حدث على مستوى الكون ساعة الصفر: أزمة في الوقت المناسب. بارالاكس يدمر تايم ترابير ويحاول إعادة تشكيل الكون كمكان مثالي وهادئ، مما يتسبب في أنقطاع الوقت في جميع أنحاء الكون. يدعو سوبرمان وكايل رينر وميترون أبطال الأرض إلى وقف الاضطرابات الغامضة. في نهاية المطاف يُهزم هال وإكستانت عندما يستنفد هال معظم قوته من القتال والتلاعب في مجرى الوقت. ثم ينتهز السهم الأخضر الفرصة من حالة هال المتعب ويطلق سهم إلى صندوق هال الضعيف.
يظهر هال بشكل موجز وبشكل فدائي في عام 1996 الليلة الأخيرة سلسلة قصيرة/قصة متقاطعة، على ما يبدو يضحي بحياته لمكافحة تهديد على النظام الشمسي.

#### التحول إلى سبيكتر
في عام 1999 في السلسلة-القصيرة يوم الحساب، يصبح هال أحدث تجسيد لـسبيكتر، أطلق من المطهر بعد أن حاول ملاك ساقط أن يأخذ تلك السلطة. بعد فترة وجيزة من توليه هذه العباءة، أختار هال أن يثني رسالته من روح الأنتقام إلى روح الخلاص، وكذلك الظهور بمظاهر أخرى من خلال بعض خطوط قصص دي سي كوميكس الأخرى، مثل تقديم المشورة إلى سوبرمان خلال قصة الإمبراطور جوكر (حيث يسرق الجوكر قوة تزييف الواقع من مستر مكسيزبتلك) ويمحو كل المعرفة العامة لهوية والي ويست هوية البرق بعد معركته الأولى الرهيبة مع زووم، مما أدى إلى إجهاض زوجته لتوائم. كما ظهر في قصة من أربعة أجزاء في سلسلة أساطير عالم دي سي (قضايا #33-36). سلسلة جديدة على أساس هذه الفرضية، بعنوان سبيكتر (المجلد 4)، خاضت 27 عدد من 2001 إلى 2003. في هذه السلسلة، يفقد هال أخيه المحبوب، جاك جوردان، عن طريق قاتل خارق للطبيعة. بعد أنتهاء السلسلة، يجبر هال على العودة، مؤقتًا، إلى مهمة سبيكتر للأنتقام، بعد مواجهة بين فرقة العدالة الأمريكية وروح الملك، عدو قديم لسبيكتر ومستر ترافيك، الذين تمكنوا من «إحياء» أشباح كل هؤلاء الذين كان سبيكتر سبَّباً في دخولهم إلى جهنم، عندما حول هال تحويل مهمة سبيكتر إلى الخلاص يضعف قبضته على اللعنة، حتى قبل هال مهمته الأصلية للأنتقام.
خلال قصة أزمة الهوية، يزور السهم الأخضر هال في قبره، ويطلب منه الانتقام من قاتل سو ديبني. على الرغم من أن هال يعترف بمعرفة هوية الجاني، فقد رفض كسبيكتر لهدف أنبل، وألمح لأوليفر بأن القاتل سيت ألقاء القبض عليه في النهاية، وهذا ما يفسر تقاعس سبيكتر.

### عقد 2000
في عام 2004, أطلقت دي سي الفانوس الأخضر: ولادة جديدة التي أعادت هال جوردان إلى الحياة وجعلته فانوس أخضر مرة أخرى. بعد وقت قصير من ختام الولادة الجديدة، بدأت دي سي كوميكس سلسلة جديدة من الفانوس الأخضر (المجلد. 4)، بداية من #1 وإعاد أرتكاب جرائم القتل السابقة له بأعتباره بارالاكس كنتيجة لطفيلي مدفوع-بالخوف بين المجرات. كما تم إعادة بناء فيلق الفانوس الأخضر بنجاح. وعلى الرغم من الكشف عن أن نشاط هال الخسيس في الماضي كان بسبب تأثير الطفيلي بارالاكس، فإن العديد من ضباط الفيلق غير راغبين في الثقة به. وعلى الرغم تحريره من قبل بارالاكس، فإن تجربته تؤدي به أحيانًا إلى فقدان الثقة والشك في النفس. كما أصبح هال صديقاً مع كايل راينر بعد معركتهم الأولى ضد بارالاكس. في المجلد الجديد، ينتقل هال إلى المدينة الساحلية المهجورة، والتي يتم إعادة بنائها ببطء. أعيد هال كقائد في القوات الجوية الأمريكية، ويعمل الآن في برنامج الأختبار التجريبي في قاعدة إدواردز الجوية. تقدم السلسلة شخصيات داعمة جديدة لهال، بما في ذلك رجل من ماضيه وماضي والده الراحل، الجنرال جوناثان «هيرك» ستون، الذي يتعرف على هويته السرية خلال معركة مع الصيادين ويعمل كحليف له. كما يبدأ في تطوير جاذبية رومانسية مع زميلته الطيار، القبطان الجميلة جيليان «راعية البقر» بيرلمان. كما تشمل الشخصيات المسترجعة كارول فيريس، وتوم كالمكو، والشقيق الأصغر لهال جيمس جوردان، مع شقيقة زوجته سوزان وأطفالهما هوارد وجين.
في هذا العنوان الجديد، يواجه إصدارات مجددة من خصوم عصره الفضي مثل هيكتور هاموند، القرش واليد السوداء. يتم أيضًا إصدار حساب جديد لأصول الفانوس الأخضر كجزء من هذه السلسلة. في هذا الأصل الجديد، يعمل هال جوردان كمساعد ميكانيكي في عهد توم كالمكو، ممنوع من الطيران بسبب تمرده أثناء وجوده في القوات الجوية الأمريكية، وشعور صاحب العمل بالذنب حول وفاة والده أثناء أداء الواجب. الفانوس الأخضر أبين سور، أثناء قتاله مع الشرير أتروسيتوس، يتحطم بالقرب من المدينة الساحلية. ويعلمه بأنه على وشك الموت، يرسل أبين سور خاتمه للبحث عن بديل (كما تفعل كل الخواتم عندما يموت مرتديها)، وينتقل خاتمه إلى هال جوردان. ثم أبلغ أبين هال بأنه سيحل محله كفانوس أخضر للقطاع 2814.

#### الأزمة اللانهائية
كجزء من حدث دي سي 2006 الأزمة اللانهائية، يساعد هال لفترة وجيزة في الهجوم على أوماكس و براذر آي. كما يحارب جنباً إلى جنب مع مجموعة من الأبطال ضد مجتمع الأشرار الخارقين، والدفاع عن ميتروبوليس. يقود غاي غاردنر فيلق الفانوس الأخضر في هجوم ضد سوبربوي-برايم مع ظهور هال في المجموعة.
كجزء من عودة الأزمة اللانهائية من الكون كله، يتم تخطي جميع القصص الحالية إلى ما قبل عام واحد في حدث يدعى بعد سنة واحدة. جلب هذا تغييرات جذرية في حياة هال، كما هو الحال مع كل بطل آخر في عالم دي سي. تم الكشف عن أن هال قضى وقتاً بأعتباره أسير حرب. في صراع غير مسمى ويشعر بالذنب من عدم قدرته على تحرير نفسه ورفاقه الأسرى.

#### حرب فيلق سينسترووغيرها من القصص قبل-الفلاش بوينت
هال وبقية فيلق الفانوس الأخضر يجدون أنفسهم في حالة حرب مع سينسترو وجيشه، فيلق سينسترو خلال أحداث حرب فيلق سينسترو. كفانوس أخضر أصلي محلي من الأرض، يظهر هال في الأزمة النهائية سلسلة مصغرة لـغرانت موريسون.
في قصة العميل البرتقالي، يتولى هال لفترة وجيزة قيادة بطارية الطاقة الخاصة بـالعميل البرتقالي بعد أن سرقها من العميل البرتقالي في معركة. يتجاذب الضوء الطليق البرتقالي مع هال، ويتغير زيّه، ويصبح الوكيل البرتقالي الجديد. ومع ذلك، يستعيد لارفليزي بطارية الطاقة الخاصة به سريعاً من هال.
هال هو أيضاً شخصية ذات أهتمام في سلسلة فرقة العدالة الأمريكية كعضو في JLA المجددة. كما يشارك في أول حبكة من الشجاعة و الجرأة السلسلة الشهرية، كفريق أولاً مع باتمان وفي وقت لاحق مع سوبر غيرل. عندما تعاون هال مع سوبر غيرل الوليدة، تأثر هال كثيراً بذكائها، على الرغم من أنه يجد سلوكها الغزلي مثيراً للغضب بعض الشيء.
في فرقة العدالة: صرخة من أجل العدالة سلسلة مصغرة، يقود هال فرقة العدالة الخاصة به مع السهم الأخضر، شازام، سوبر غيرل، كونغوريلا، ستارمان، باتوومان، آتوم من أجل الثأر لمقتل المريخي الصياد و باتمان. في نهاية المطاف هال يجند بعض الأعضاء السابقين في التايتنز في تشكيلة الفرقة الجديدة، بما في ذلك خليفة باتمان ديك جريسون، ودونا تروي، وستارفاير.

### عقد 2010
خلال حدث الليلة الظلماء، يتحالف هال مع ستة أعضاء آخرين من الفانوس خلال حرب الضوء. ويجد نفسه يواجه العديد من الحلفاء والأعداء المتوفين وأناس فشل في أنقاذهم، كـفوانيس سوداء تحت سيطرة العدو القديم لفيلق الفانوس الأخضر نيكرون. هال يجد نفسه كفريق ليس فقط مع باري ألين (المعروف كـالبرق)، والذي هو أيضاً يبعث من موته، ولكن أيضاً يجب عليه أن يتعامل مع أعدائه سينسترو، وأتروسيتوس، ولارفليزي، وعشيقته السابقة كارول فيريس.

#### الـ52 الجديدة
في 2011, بعد تغيير-الكون خلال حدث الفلاش بوينت، تمت أعادة خط القصص الكامل. في هذا العصر، يعود هال إلى الحياة المدنية على الأرض، بعد أن تم تسريحه من القوات الجوية الأمريكية. الذي كتبه جيف جونز وروبرت فينيديتي، يتحالف مع الشرير سينسترو حيث يصادف الأثنان تداعيات أحداث اليوم الأكثر سطوعًا/الليلة الظلماء، بالإضافة إلى التقاطع مع شخصيات جديدة من الفانوس الأخضر: اللاهوت.
ظهر هال جوردان كجزء من أعادة سلسلة فرقة العدالة أيضاً. وتجري الأعداد الأولية للعنوان قبل خمس سنوات، حيث يساعد هال باتمان ضد تهديد غامض. يظهر بأنه صديق بالفعل مع باري ألين وكل منهم يعرف هوية الآخر السرية. يؤمن هال أيضاً بالخاتم الذي يمكنه من التغلب على خصومه بقوة الإرادة. وهذا يؤدي به إلى سلوك متهور يكاد يقتله. فقط عندما يذكره باتمان بفنائه من خلال الكشف عن هويته كبروس واين، ويعيد هال النظر في نهجه. بعد خمس سنوات من تشكيل الفريق، يستقيل الفانوس الأخضر من فرقة العدالة في محاولة للحفاظ على أداء الفريق بعد أن وضع تصرفه الفريق في خطر خلال قتاله مع ديفيد غريفز. بعد ذلك يعود إلى فرقة العدالة إلى مساعدة جيسيكا كروز لتعليمها كيفية السيطرة على قواها.
في أعقاب ذلك، يحصل هال على مظهر جديد بينما يذهب نحو الجنون من سلاح الفانوس الأخضر من أجل خلق كبش فداء للفيلق ويكون محور أهتمام الكون وانعدام الثقة في كل ما حدث في اأعداد الأخيرة، مثل هجوم الجيش الثالث أو هجوم ريليك. إن الفيلق نفسه - غير مدرك لنوايا هال لإظهار للكون بأن الفوانيس الخضراء ليست فاسدة وبأنه سيلاحق أحدهم - يعتقد أنه قد خانهم بالفعل عندما هاجم كيلوغ. على طول الطريق، يسرق هال نموذجًا صغيرًا لقفاز الفانوس الأخضر وحزمة الطاقة من مستودع الأسلحة، مما يسمح له بمواصلة عمله كبطل دون الحاجة إلى خاتم الطاقة، على الرغم من أنه أحيانًاكان عليه محاربة فوانيس أخرى للحفاظ على وهم الأستقلال.

#### إعادة إحياء دي سي
يعود هال إلى الأرض مؤقتًا لتكليف سيمون باز وجيسيكا كروز بمهمة حماية الأرض بينما يبتعد هو وبقية الفوانيس الخضراء البشرية. يأخذ بطاريات الطاقة الخاصة بهم ويدمجهم في بطارية واحدة لمساعدة الأثنين كفوانيس شركاء.
في وقت لاحق، في إعادة إحياء دي سي، يرجع هال مرة أخرى إلى «الفانوس الأخضر»، وهو الآن مجهز بخاتم طاقة ذاتي أنشأه بنفسه، ويبحث عن بقية الفوانيس الخضراء ويطارد فيلق سينيسترو. يطيح بالعديد من الفوانيس الصفراء قبل قتاله ضد سينيسترو الذي يجرحه. يشفى من قبل سورانيك، ابنة سينيسترو التي هي الآن فانوس أصفر مثل والدها. بعد أن يلتئم جرحه، يقاتل ويهزم سينيسترو وينقذ غاي غاردنر، الذي تعرض للتعذيب على يد سينيسترو. هال لم شمله الآن مع الفوانيس الخضراء التي دخلت في حرب مع فيلق سينيسترو. تقودهم المعركة إلى كوكب الفانوس الأخضر تومار-تو. بينما يقاتلون، يقلص برينياك الكوكب مع الفوانيس الذين فيه. يتم إعطاء الكوكب المنكمش إلى جراند كوليكتور الذي يتبين بأنه لارفليزي، فانوس برتقالي. ويعتقد بأن هال قد مات في الدمار الذي حدث مع تقلص كوكب الأرض. وقد تم نقله إلى الفضاء الزمردي، وهو الآخرة للفوانيس المتوفاة. يدعوا الحراس، غانثيت، وسايد، الفانوس الأبيض كايل راينر لإنقاذ هال. يخرجه كايل من الفضاء الزمردي ويلتقي الأثنان مع الباقين ويهربان من الكوكب المنكمش ويعيدانه لحجمه الطبيعي. يهرب لارفليزي مع الفوانيس البرتقالية المبنية. وتشكل الفوانيس الخضراء والصفراء تحالفاً.
يظهر هال مع فرقة العدالة في الليلة المظلمة: ميتال سلسلة مصغرة.

## القوى والقدرات
وبوصفه فانوس أخضر، فإن هال جوردان شبه-منيع، قادر على صنغ بنايات ذات الإضاءة الصلبة، والطيران، والأستفادة من مختلف القدرات الأخرى من خلال خاتم الطاقة الخاصة به والتي تقتصر فقط على خياله وإرادته. هال، كالفانوس الأخضر، لديه قوة إرادة استثنائية.
كبارالاكس، كان هال واحداً من أقوى الكائنات في كل عالم دي سي. بالإضافة إلى قدراته من الفانوس الخضراء المعتادة، أستطاع أن يعالج ويعيد تكوين الفضاء الزمني لإرادته، ويتلاعب بالواقع على نطاق واسع، ولديه قوة خارقة هائلة والتي أظهرها من خلال تمكنه من ضرب سوبرمان بضربة واحدة، ولديه شعور أعلى بالوعي والمتانة المحسنة. كبارالاكس، كان لا يزال قادراً على أن يتعرض للأذى تقريباً بنفس السهولة كفانوس أخضر عادي ولكن يبدو أنه قادر على تحمل المزيد من الضرب البدني. بينما كان هال جوردان بارالاكس، لم يهزم أبداً بالقوة البدنية. كل هزائمه القليلة جداً كانت عندما كان في حالة ذهنية متغيرة أثناء أو بعد المعركة، التي كانت عادة نتيجة لتعامله مع ضميره الخاص، ويستسلم فقط، ويترك المعركة، ويخفي نفسه.

## إصدارات أخرى
- كما هو الحال مع الشخصيات الأخرى التي نشرتها دي سي كوميكس، ظهرت العديد من إصدارات العالم البديلة ونظائرها في كل من سلسلة الفانوس الأخضر وغيرها من العناوين. في أكشن كومكس #856، وهو إصدار بيزارو من هال، يسمى الفانوس الأصفر، يستحوذ الفانوس الأصفر على خاتم فيلق سينسترو، ويستخدم لإثارة الخوف بين سكان حتراي (عالم بيزارو).[35]
- يظهر الفانوس الأخضر من الأرض-5 على أنه هال جوردان من عالم كابتن مارفل (الأرض-5) في عالم الـ52 الجديدة المتعدد. يُقتل في العد التنازلي: الساحة #2 بواسطة مونارك.[36] فانوس أخضر أسمه هال جوردان الثالث، حفيد هال جوردان الأصلي من عالم باتمان وراء. يسمى كالفانوس الأخضر من الأرض-12. يفقد ذراعه اليسرى في معركة مع مونارك.
- ظهرت الشخصية أيضًا في العديد من عناوين إيلسوورلد بما في ذلك JLA: عصر العجب,[37] دي سي: الحدود الجديدة,[38] سوبرمان: الأبن الأحمر,[39] JLA: المسمار[40] (حيث كان قائدًا وأقوى عضو في JLA في عالم لم يتم العثور فيه على سوبرمان من قبل آل كينت), فانوس أخضر: عزم الشر[41] وجون بيرن كتب سوبرمان وباتمان: أجيال 2 (هال يتابع مهنته في السياسة قبل أن يجبر على أستخدام الخاتم ضد سينسترو)[42] وجزء من عالم فرانك ميلر فارس الظلام، ويظهر في كل نجوم باتمان وروبن[43] و باتمان: فارس الظلام يضرب مرة أخرى.
- في عودة فارس الظلام، ذكر بأن هال غادر الأرض منذ سنوات عندما أجبرت السياسة الأبطال على التقاعد، بينما في فارس الظلام يضرب مرة أخرى، عاد عندما باتمان طلب مساعدته لتدمير أسلحة الأقمار الصناعية الخاصة بـليكس لوثر.[44] في فارس الظلام الثالث: السباق الرئيسي، يعود هال مرة أخرى إلى الأرض عندما يتم إطلاق مجموعة من الكريبتونيون، بقيادة قوار القاسي، من كاندور. الكريبتونيون يحتقرونه كرجل ذو خاتم ويحرقون يده قبل أن يتركوه ساقطاً لموته، [45] على الرغم من أنه تم إنقاذه من قبل آل هوكس ويخطط لأستعادة يده وخاتمه فيما بعد.
- في سلسلة شراكة دي سي/مارفل تقاطع لشركة أمالغام كومكس، ظهر أثنان من أمالغام هال. الفانوس الحديدي كان مزيج من هال جوردان  وتوني ستارك. كانت هويته معروفة بأسم هال ستارك. ظهر مزيج آخر غير معروف من هال جوردان في شيطان السرعة #1, حيث يقتل شيطان السرعة «المجنون» جوردان، ويبدو أن هذا الجوردان قد أرتكب جريمة فضيعة.
- هال جوردان هو شخصية في JLA/المنتقمون، التي ظهرت في تقاطع بين دي سي ومارفل كوميكس. على الرغم من حقيقة أن كلا الفريقين يسافران إلى كل من الأكوان الخاصة بهما، فإن هذه واحدة من القصص المصورة القليلة التي تضم أكوان متعددة تبقى في استمرارية (دي سي). خلال هذه القصة، يحصل هال على رؤية لمستقبله كبارالاكس في الكون 'الحقيقي' بعد خلق واقع يتفاعل فيه العالمان بأنتظام لسنوات، لكنه مع ذلك يقرر أستعادة الواقع حيث لا يستطيع الأبطال أختيار حياتهم على حياة الذين يتأثرون بالأضطراب الكوروني الحالي.
- نسخة بديلة من هال جوردان ظهرت في عالم جيب الأرض تم إنشاؤها بواسطة صياد الوقت. كان جنباً إلى جنب مع العديد من الأبطال الآخرين الذين ليس لديهم القوى العظمى في هذا الواقع، يتعاون مع نسخة جيدة من ليكس لوثر لوقف شر الثلاثة الكريبتونيين الذين هربوا من منطقة الشبح. قاد هال طائرة متقدمة التي تم تدميرها بسهولة من قبل الكريبتونيين.
- على الرغم من أن هال لم يكن واحد من الشخصيات الرئيسية في السلسلة المصغرة الحائز على جائزة قدوم المملكة، تظهر نسخة منه من الأرض-22 (بعد الأزمة اللانهائية العالم البديل), ظهر بشكل موجز في نهاية قصة«ليأت ملكوتك» قصة على العدد مجتمع العدالة الأمريكية (المجلد. 3) #22, خلال جنازة باتمان.
- ظهرت نسخة جديدة من خاتم الطاقة، وهو تناظر خسيس للفانوس الأخضر من نقابة الجريمة الأمريكية، وذكر أنه «الأصلي» (على الرغم من أنه لم يرى في السابق) تكرار للشخصية. لقد تم افتراضه ميتًا قبل ذلك بسنوات. ضمنياً أنه ولد من جديد في واقعه كنتيجة مباشرة لقيامة هال في الفانوس الأخضر: ولادة جديدة.[46]
- في التسلسل الزمني البديل لحدث الفلاش بوينت، كان هال متهورًا كطيار. وكان جنباً إلى جنب مع كارول فيريس على F-22 رابتور دخلا إلى أراضي أوروبا الغربية قبل هجمات القرش. يدفع القرش بتحطيم طائرته بطائرة كارول، ويخرج كلاهما بالكاد من المقعد القذفي. عند عودتهم إلى أمريكا، كان هال على وشك أن يطير بالطائرة. ومع ذلك، فإنه يشهد تحطم سفينة فضائية بالأرض وقد أقترب منه أحد الناجين من السفينة، أبين سور، وطلب منه المساعدة. ومع ذلك، اقتيد آبين سور إلى الحجز من قبل سايبورغ والحكومة ليتم استجوابه عن سبب مجيئه على الأرض. في وقت لاحق، عندما غزت طائرات أمازونية غير مرئية المدينة الساحلية «هال» و «كارول» تمكنوا من اسقاط الطائرات غير مرئية والهيدرا أنها انخفضت. في وقت لاحق، هال يتم تجنيده من قبل رئيس الولايات المتحدة في بعثة إلى استخدام السهم الأخضر الصناعات النووية لقصف أوروبا الغربية. في وقت لاحق، كان هال على أستعداد للطيران على متن F-35 مع أسلحة السهم الأخضر النووية لمحاولة تدمير أوروبا الغربية في نهاية حرب أطلانطس/أمازون. خلال المعارك على ثيمايسكيرا، يستحوذ هال على الأسلحة النووية المتبقية، لكن تتعطل آلية الأطلاق. وكان خيار هال الوحيد هو الطيران خلال ثيمايسكيرا الجديدة في هجوم إنتحاري، والذي يتسبب بتدمير ليس فقط درع ثيمايسكيرا الجديدة غير المرئي، ولكن بتدمير هال معه. بعد ذلك يعطي توماس كالماكو كارول ملاحظة تقول بأن هال كان يخشى بأن يبوح لها بحبها. ترى كارول خاتم الخطوبة والذي كان سيتقدم به لها.
- في المستقبل البعيد، يدل كتاب وا على أن هال في نهاية المطاف يتزوج بكارول وسيكون أسم أبنهما مارتن جوردان على أسم والد هال.[47]
- مقدمة كتاب الكوميكس تضمه في سلسلة لعبة الظلم.
  - في مقدمة كوميكس الظلم: الآلهة بيننا، يرى بأن هال جوردان الكوني ينضم برغبته إلى مجموعة سوبرمان من الأبطال الخارقين في الحصول على السلام على الأرض من خلال القوة. بيد أنه أصبح عن غير قصد البيدق لكل من سينسترو وسوبرمان.
  - في مقدمة تتمة لعبة الظلم 2, بعد هزيمة نظام سوبرمان، يعترف هال بالذنب ويقبل المسؤولية الكاملة عن أفعاله الماضية كبيدق غير مرغوب للنظام والفوانيس الصفراء. ولأنه شخصية مهمة جداً لفيلق الفانوس الأخضر، فإن الحراس يسنون برنامج إعادة تأهيل، كجزء من التكفير. بسبب كراهيته الجديدة تجاه سينسترو لخداعه بلأعتقاد بأن غاي غاردنر قتل جون ستيوارت، ويدخل في قتال معه ويثير عن غير قصد أنتباه فيلق الفانوس الأحمر، ويعطيهم الفرصة لتحديد موقع سينسترو قبل أن يتم إرساله إلى سجن آخر. خلال برنامج إعادة التأهيل، غالباً ما يزور هال روح غاي، الذي يكشف عن نفسه بأنه دليل على ذنب هال. بعد هجوم وحشي من قبل أتروسيتوس وفيلق الفانوس الأحمر، يقوم هال بإنقاذ الفوانيس الخضراء المتبقية ويصبح فانوس أحمر لضمان هروبهم من الكوكب. عندما يعلم بأن الفوانيس الحمراء تجند ستاررو، لا يزال لدى هال ما تبقى من الإرادة للتخلص من تأثير الخاتم الأحمر لتحذير الفوانيس الخضراء الأخرى حول هذا. ويقصَّ إصبعه الذي يحمل الخاتم الأحمر لإثبات بأنه يحاول تحذير الفوانيس الخضراء والحراس على هجوم الفوانيس الحمراء على وا باستخدام ستاررو، ولكن كان قد فات الأوان للإعداد لوصول العدو السريع للفوانيس. حتى مع مساعدة أعضاء التايتنز، ستارفاير، والفتاة المعجزة وسوبربوي، بما في ذلك جايمي راييس/بلو بيتل الحالي، وبووستر غولد ولوبو، ولكن لا يزالون غير متوافقين مع الفانوس الأحمر 'بفضل تحكم ستاررو في العقل على الفوانيس الخضراء الأخرى الحراس، هال ليس أمامه أي خيار للأنضمام إلى المعركة كأنه «فانوس أخضر» بينما يتغلب على ذنبه على أساس أهليته الخاصة، ويحتاج إلى مساعدة سينيسترو لفترة مؤقتة فقط، بما في ذلك تحويل «لوبو» إلى «فانوس أخضر» بدون أي خيار. وبفضل تدخل جيش برينياك، تتسبب في تراجع الفوانيس الحمراء واتخاذ ستاررو للتعامل مع حكمه التدميري على وا، الذي يحاول أخذ عينة من الحمض النووي الكربتوني لسوبربوي، ومع ذلك يفوز الفانوس الأخضر والتايتنز، ويبدو أن سينسترو توفي عن طريق تضحيته لتخليص أبنته من سيطرة ستاررو، ويضحي بوستر غولد بحياته لإنقاذ جايمي، والذي زرع جعران البيتل الأزرق في ستاررو لتدميره ذاتيًا مرة وإلى الأبد، في حين أن سوبربوي والفتاة المعجزة يبقيان آمنان مع فيلق الأبطال الخارقين في المستقبل البعيد لمسح أسماء سوبرمان والمرأة المعجزة من عهد الفوج السابق. غاي يحث هال على مواصلة البحث عن المعنى الحقيقي للخلاص للتعويض عن أخطائه الماضية، قبل مغادرته إلى العالم الآخر.
- في المستقبل المحتمل لـنهاية العقود الآجلة، ترك هال دوره كقائد للفيلق، ووعد بعدم ترك الأرض مرة أخرى دون حماية بعد أن قتلت حرب بشعة الآلاف من الناس، بما في ذلك أم هال. ويعيش هال في المدينة الساحلية، ويعلم من والده المتوفى بأن كرونا قد أصبح الزعيم الجديد لفيلق الفانوس الأسود، مما يضطر هال إلى التراجع عن نذره وأخذهم بمساعدة فقط من حليف جديد، ريليك. تحدث المعركة التي تلت ذلك بالقرب من جدار المصدر، وهو نسخة مصغرة من الليلة الظلماء، مع إعطاء ريليك لهال إمكانية الوصول إلى بقية الطيف العاطفي اللازم للتعامل مع خصومه. وبينما يتم تجاوز هال بسرعة، يضحي بنفسه لإنهاء تهديد الفانوس الأسود مرة وإلى الأبد. مصاباً بجروح خطيرة وبالكاد على قيد الحياة، يتم وضع هال داخل جدار المصدر، تماماً مثل ما كان ريليك.[48]

في السلسلة المتقاطعة ستار تريك/الفانوس الأخضر: حرب الطيف، تؤدي عودة نيكرون في مستقبل غير بعيد إلى تدمير كامل عالم دي سي، مع هال وأعضاء آخرين من 'الحراس الجدد' الأصليين. الناجون الوحيدون بعد أن أطلق غانثيت بروتوكول 'النور الأخير'، حيث تم إبعاد جميع حاملي الخواتم الأكفاء الذين بقوا على قيد الحياة إلى عالم ستار تريك البديل، حيث يتم جمع جثته بواسطة مؤسسة يو أس أس. بعد أتصاله بـالمؤسسة، يعلم عودة نيكرون في هذا الكون، ويساعد الطاقم في إحباط حاملي الخواتم الجدد، بالإضافة إلى التعامل مع تهديدات أتروسيتوس وسينسترو ولارفليزي. مع نيكرون، ينضم هال إلى المؤسسة في بعثتهم التنقيبية. في التكملة، يتولى هال قيادة طاقم المؤسسة في تعقب وا من هذا الكون، وبلغت ذروتها في كيرك ليصبح أول مواطن فانوس أخضر في عالم ستار تريك، ويرافق هال بينما يستعد للبحث عن هذا الإصدار العالمي من كريبتون.
في قصة التقارب أستمرارية الشركة، عصر-ساعة الصفر، يُسرق هال جوردان وشعب مدينة متروبوليس من الجدول الزمني مباشرة قبل حدث نهاية ساعة الصفر من قبل برينياك ويخزنهم على كوكب تيلوس جنباً إلى جنب مع  مدن من الأبطال والأشرار من العصور الأخرى والأرض من كون دي سي المتعدد. الشرير ديموس، أيضا على هذا الكوكب ، يسرق قوة تايم ماسترس ويحاول إعادة تشكيل الكون المتعدد في صورته، ليتم قتله فقط من قبل هال جوردان باستخدام قوة بارالاكس والذي لايزال ينتقم من ضياع المدينة الساحلية. يتسبب هذا الهجوم بدأ أنهيار الأكوان المتعددة، مما يؤدي إلى حدوث أزمة لا يمكنها أن ينجو منها أحد. عندما يشرح برينياك بأنه يمكنه إرسال الأبطال إلى موطنهم، منع بواسطة الضرر من حدث أزمة في الأراضي اللانهائية الأصلي من أستعادة الكون إلى طبيعته. باحثاً عن الفداء لأفعاله الأخيرة، يتطوع بارالاكس للذهاب إلى سوبرمان عصر ما قبل الفلاش بوينت الأزمة الأصلية. ومساهمتهم في تلك المعركة العظيمة تكفي لتغيير النتيجة وتفادي أنهيار الكون المتعدد الأصلي؛ وهكذا ينقذ بارالاكس الكون المتعدد، ويزيل أحداث ساعة الصفر في هذه العملية.
في سلسلة  قنابل دي سي، يعتبر هال جوردان طياراً أميركياً يحضر حفلة عيد الميلاد في لندن ويصطدم بـهارلي كوين بعد أن شاهدها تضرب معظم الرجال في مكان الحادث. تخدعه هارلي لتأخذه إلى المطار، حيث تفقده وعيه وتسرق طائرته.
في سلسلة الفانوس الأخضر: الأرض واحد, في المستقبل القريب، هال جوردان رائد فضاء سابق عمل في مشروع مشترك بين ناسا وموناركا للطاقة لبناء رأس السهم، وهي منصة مدارية تم تصميمها لأستخدامها في أستكشاف الفضاء السحيق، ولكن الذي أكتشفه هال كان في الواقع أسلحة فضائية. والذي من المفترض أن يستخدم رأس السهم في أنقلاب أدخل نظام أستبدادي. شعر هال بكونه مسؤول عن عدم التحدث، وخيبة أمله من الإنسانية، فقد تولى وظيفة عامل منجم الكويكبات في فيريس غلاكتيك في محاولة لترك الأرض. يتعثر الأردن عبر إحدى خواتم الطاقة القليلة المتبقية في المجرة، حيث تم القضاء على سلاح الفانوس الأخضر من قبل الصيادين منذ أجيال. ينتقل هال إلى المجرة الأوسع نطاقاً، ويتحد مع كيلووغ، حامل-الخاتم وسليل الفانوس الأخضر، ويبدأ البحث عن حلفاء ضد الصيادين. بعد الإخفاق المتكرر في تجنيد حاملي-الخواتم القلائل المتبقيين، يتم إلقاء القبض على هال في نهاية المطاف في حين يتم استنزاف خاتمه وأستعباده من قبل الصيادين على كوكب تم الكشف عنه ليكون وا. ويكتشف بطارية الطاقة المركزية المفترض بأن تكون مُدمرة، ويستطيع حشد جميع حاملي-خواتم الطاقة المتبقين لينضموا إليه في إنقاذ البطارية وتحرير العبيد. مع أستعادة البطارية وإطلاق القوى الكاملة لخواتم الطاقة، يتم إحياء فيلق الفانوس الأخضر تحت قيادة أريسيا. يعود هال إلى الأرض ليكشف عن هويته كفانوس أخضر إلى قائدته، إيمي سيتون.

## في وسائل الإعلام الأخرى

### التلفزيون

#### سلسلة عمل حي
- تم تصوير هال في العمل التلفزيوني الحي من قبل هوارد ميرفي في عام 1979 أساطير الأبطال الخارقين.

#### سلسلة الرسوم المتحركة
- كان هال جوردان الشخصية البارزة في سلسلة منفردة والتي كانت جزءًا من سوبرمان/أكوامان ساعة من المغامرة وكذلك جزء من قطاعات فرقة العدالة في عام 1967 عبر عنه جيرالد مور.
- مايكل الجاودار عبر عن هال في مختلف الأصدقاء الخارقين التجسيد: تحدي الأصدقاء الخارقين, الأصدقاء الخارقين, الأصدقاء الخارقين: عرض الطاقة الأسطورية الخارقة، وفريق القوى الخارقة: حراس المجرة.
- يظهر هال جوردان لفترة وجيزة في فرقة العدالة دون حدود حلقة «ذات مرة والشيء المستقبلي، الجزء 2: الوقت، مشوه» وعبر عنه آدم بالدوين.
- هال يقدم مظهر حجاب في داك المراوغ حلقة «اللوونتيرن الأخضر» وعبر عنه كيفن سميث.
- هال قدم حجاب غير الناطق في الموسم الرابع الحلقة الختامية من باتمان وعبر عنه ديرموت مولروني في الموسم الخامس حلقة «خاتم إرم» والحلقة الختامية للسلسلة «الأبطال المفقودين».
- هال يظهر في باتمان: الجرأة والشجاعة، عبر عنه لورين ليستر. ويظهر في الحلقات «عيون ديسبيرو!», «مغامرات أكوامان الفاحشة!» و «المرافقين تجمعوا!» في حجاب غير ناطق ويُذكر في «دارك سايد تنازلي!» ويظهر في حلقة «الازدراء من نجم الياقوت!»
- هال يظهر في شباب العدالة، حلقات «الألعاب النارية», «الضمانة», «المشتبه بهم المعتادين», «أولد التعارف»، «المغترب» و «نهاية اللعبة» في ظهور غير ناطق حلقة «الأجندات» التي عبر عنه دي برادلي بيكر وستيفن بلوم في شباب العدالة: الغرباء.
- جوش كيتون قدم صوت هال، الذي كان النجم في الفانوس الأخضر: سلسلة الرسوم المتحركةالتي بثت من 2012-2013.[54]
- هال جوران يظهر في ثانوية سوبر غيرلز، عبر عنه مرة أخرى عن طريق جوش كيتون. يظهر كطالب في ثانوية سوبر هيرو.
- هال يظهر في فرقة العدالة أكشن، مع كيتون يعبر عنه مرة أخرى.[55]

### الأفلام

#### أفلام الحركة الحية
- رايان رينولدز صور هال جوردان في فيلم الحركة الحي 2011 الفانوس الأخضر، الفيلم من إخراج مارتن كامبل.[56]
- هال سوف يظهر في عالم دي سي السينمائي الحي إعادة فيلق الفانوس الأخضر.[57]
- في نص مارك جوجنهايم وكريغ بيرلانتي للبرق، هال يقدم مظهراً في نهاية الفيلم.[58]

#### أفلام الرسوم المتحركة
- يظهر هال في فيلم الرسوم المتحركة من رواية داروين كوك المصورة بعنوان فرقة العدالة: الحدود الجديدة، عبر عنه ديفيد بوريناز.
- هال جوردان يظهر في فيلم الرسوم المتحركة «الفانوس الأخضر»: الرحلة الأولى عبر عنه كريستوفر ميلوني.
- يظهر هال في فيلم الرسوم المتحركة فرقة العدالة: أزمة على أرضين، عبر عنه نولان نورث.
- يظهر هال في فيلم المختارات الفانوس الأخضر: فرسان الزمرد، عبر عنه ناثان فيليون.
- يظهر هال في فيلم الرسوم المتحركة فرقة العدالة: دووم مع ناثان فيليون يعبر عنه.
- يظهر هال في فيلم الرسوم المتحركة فرقة العدالة: ذا فلاش بوينت بارادوكس، مع ناثان فيليون يعبر عنه.
- يظهر هال جوردان في فيلم الرسوم المتحركة  فرقة العدالة: الحرب، عبر عنه جاستن كيرك.
- يظهر هال جوردان في فيلم الرسوم المتحركة  فرقة العدالة: عرش أطلانطس، مع ناثان فيليون يعبر عنه.
- يظهر هال جوردان في فيلم الرسوم المتحركة ليغو باتمان: الفيلم – أتحاد أبطال دي سي الخارقين، (تكيف من لعبة فيديو تحمل نفس الأسم)، عبر عنه كام كلارك.
- يظهر هال جوردان في أفلام الرسوم المتحركة ليغو أبطال دي سي كوميكس الخارقين: فرقة العدالة: هجوم فيلق دووم و ليغو أبطال دي سي كوميكس الخارقين: فرقة العدالة: أشتباك كوني، عبر عنه جوش كيتون.
- يظهر هال جوردان في فيلم ليغو، عبر عنه جونا هيل. وهو يصور كبناء محترف ويعتبر مصدر ازعاج لسوبرمان.
- يظهر هال جوردان في فيلم ليغو باتمان, مع جونا هيل يؤدي دوره. ويظهر كعضو في فرقة العدالة، ويُرى في حفلة سوبرمان.
- يظهر هال جوردان في موت سوبرمان، مع ناثان فيليون يعبر عنه.[59]
- هال جوردان سوف يظهر في فيلم ليغو 2: الجزء الثاني، يعبر عنه جونا هيل.[60]

### متفرقات
ظهر هال جوردان في سلسلة الكوميكس الرقمية سمولفيل الموسم 11 المبنية على المسلسل التلفزيوني.

### ألعاب الفيديو
- يظهر هال كشخصية قابلة لللعب فيمورتال كومبات: فيرسز دي سي يونيفرس، عبر عنه جوش فيليبس.
- يظهر هال كشخصية قابلة لللعب في نسخة الـDS من لعبة باتمان: الجرأة والشجاعة – لعبة الفيديو، مع لورين ليستر يؤدي دوره.
- يظهر هال كشخصية قابلة لللعب في الفانوس الأخضر: أرتقاء الصيادين، عبر عنه رايان رينولدز.
- يظهر هال كشخصية قابلة لللعب في عالم دي سي على الأنترنت، عبر عنه غراي هادوك.
- يظهر هال كشخصية قابلة لللعب في ليغو باتمان 2: أبطال دي سي الخارقون، عبر عنه كام كلارك.
- يظهر هال كشخصية قابلة لللعب في الظلم: الآلهة بيننا، عبر عنه آدم بالدوين. في اللعبة هناك نوعان من هال جوردان: الأول أحد السكان الأصليين في عالم الظلم الذي يدعم نظام سوبرمان وأصبح فانوس أصفر بسبب تغيره في الشخصية، والآخر من عالم أكثر أنتظامًا والذي يتم إحضاره إلى جانب العديد من أعضاء فرقة العدالة الآخرين إلى عالم الظلم من أجل مساعدة تمرد باتمان لهزيمة النظام.
- يظهر هال كشخصية قابلة لللعب في فيلم ليغو لعبة الفيديو.
- يظهر هال كشخصية قابلة لللعب في ليغو باتمان 3: ما وراء جوثام مع جوش كيتون يؤدي دوره.
- يظهر هال كشخصية قابلة لللعب في الأزمة اللانهائية، مع آدم بالدوين يلعب دوره.
- يعود هال جوردان الأصلي إلى عالم الظلم كشخصية قابلة لللعب في تتمة الظلم 2، عبر عنه ستيفن بلوم. وبفضل التأهيل من قبل الحراس، قد عاد إلى فيلق الفانوس الأخضر والآن يدعم باتمان، بينما يقاتل الصراع الداخلي المتبقي منذ أن قام هال بتطهير طيف خوف الفانوس الأصفر، وطيف غضب الفانوس الأحمر.
- يظهر هال كشخصية قابلة لللعب في ليغو دي سي سوبر-فيليانس، مع كيتون يلعب دوره.

## وصلات خارجية
- Green Lantern (Hal Jordan) على قاعدة بيانات الكتب المصورة
- الفانوس الأخضر الرسمي (هال جوردان) الموقع
- الفانوس الأخضر (1959) في دون ماركشتاين تونوبيديا. تمت أرشفته من الأصل في 29 أغسطس عام 2016.
- Brady، Matt (January 22, 2007). "Geoff Johns, Amon Sur, and Everything Green Lantern". Newsarama.com. تمت أرشفته من الأصل في January 28, 2007.Brady، Matt (22 يناير 2007). "Geoff Johns, Amon Sur,  and Everything Green Lantern". Newsarama.com. مؤرشف من الأصل في 2007-01-28.
- الفانوس الأخضر (هال جوردان) أصول @ dccomics.com
- سيرة غير رسمية لفيلق الفانوس الأخضر صفحة ويب